# 일본국유철도 185계 전동차
일본국유철도 185계 전동차(일본어: 国鉄185系電車 こくてつ185けいでんしゃ[*])는 JR 히가시니혼에서 운행하였던 특급형 전동차이다. 오도리코, 라이너, 신특급, 신칸센 릴레이 호 등의 다목적 우등 차량. 최초로 국철 특급색을 사용하지 않음. 모든 차량 JR에 임시 특급 열차다.

## 참고 자료
- “185系MEMORIAL (JR東日本)” (일본어). 2021년 7월 31일에 원본 문서에서 보존된 문서. 2021년 7월 31일에 확인함.